# Marcelo Pont Vergés
Marcelo Pont Vergés (Córdoba, 17 de febrer de 1957) és un director d'art, dissenyador de producció en llargmetratges i cinema publicitari, escenògraf d'òpera, teatre i musicals i dibuixant de còmics argentí.

## Història
Nascut a la ciutat de Córdoba. Va realitzar els seus estudis mitjans en el Col·legi Montserrat i després va estudiar la carrera d'arquitectura en la Universitat Nacional de Còrdova, encara que no la va acabar. Va treballar en més de 300 comercials en USA, Europa, Llatinoamèrica i el Carib, 10 llargmetratges i 3 curtmetratges. A més té experiència en òpera, teatre i musicals muntats a Nova York, Philadelphia, Buenos Aires, Caracas, Mèxic, Còrdova, La Plata, l'Havana i altres països d'Amèrica i Europa com a dissenyador d'escenografia i vestuari.

## Films
- El General y la Fiebre (1998)
- Jennifer's Shadow (2004)
- Puras Joyitas (2007)
- El secreto de sus ojos (2009) ([3]
- La hora cero (2010)
- Piedra Papel o Tijera (2012)
- Azul y no tan rosa (2012) (guanyadora del Goya a millor pel·lícula Iberoamericana)[4]
- km 72 (2014)
- Messi (documental) (2014)
- La Parte Ausente (2014)

## Premis i Nominacions
- Bronze World Medal Nova York Festival (Millor Director d'Art en Cinema Publicitari, 1997)
- Premi ANAC de Cinema (Millor Director d'Art, 100 AÑOS DE PERDÓN, 1997)
- Premi Municipal de Cinema (Millor Director d'Art, PURAS JOYITAS, 2008)
- Premi Festival de Cinema Veneçolà de Mèrida (Millor Director d'Art, PURAS JOYITAS, 2008))[5]
- Premio Sur Academia de Artes y Ciencias Cinematográficas de Argentina (Millor direcció artística, EL SECRETO DE SUS OJOS, 2009)[6]
- Premio Cóndor de Plata Asociación de Cronistas Cinematográficos de Argentina (Nominat Millor Direcció Artística, EL SECRETO DE SUS OJOS, 2010)
- Goya a la millor direcció artística (Nominat per, EL SECRETO DE SUS OJOS, 2010)[7]